# Tanjung Rambutan
Tanjung Rambutan is een bestuurslaag in het regentschap Kampar van de provincie Riau, Indonesië. Tanjung Rambutan telt 2042 inwoners (volkstelling 2010).